# Philipp Ludwig Probst

Philipp Ludwig Probst

Philipp Ludwig Probst (auch Philipp Ludwig Probst von Wendhausen; * 25. März 1633 in Gandersheim; † 17. November 1718 in Braunschweig) war Grundgelehrter, fürstlich braunschweig-lüneburgischer Premierminister, Kanzler und Landsyndikus sowie Erbherr auf Wendhausen, Schöningen und Riddagshausen.

## Familie
Philipp Ludwig Probst war der Sohn von Georg Wilhelm Probst, dem Senior und Canonicus des alten Stifts Gandersheim sowie Erbsasse zu Rimrode, und der Dorothea Elisabeth, geb. Steinbringk, der Tochter von Heinrich Steinbringk, der zwischen 1595 und 1604 Oberamtmann in Schöningen war.
Philipp Ludwig Probst war dreimal verheiratet, zunächst ab 1660 mit Barbara Ilse, geb. Flüwerk († 1696). Sie war Mutter seiner einzigen Tochter Dorothea Elisabeth (* 12. Mai 1662 Braunschweig; † 5. August 1686 Braunschweig). 1698 heiratete er Christine Erdmuthe von Sperling († 1698), 1699 schließlich heiratete er seine letzte Frau, Marie Elisabeth Freiin von Imhoff († 1709). Seine einzige Tochter Dorothea Elisabeth heiratete 1684 den braunschweigischen Hof- und Consistorialrat Joachim Christoph Stisser.

## Leben
Philipp Ludwig Probst verlor im Alter von zweieinhalb Jahren den Vater. Er besuchte als einer der ersten Schüler das 1639 von der Herzogin Anna Sophia (1598–1629) in Schöningen gegründete Anna-Sophianeum. Ab 1650 besuchte er die Universität Helmstedt und studierte Jura und Geschichte. Er bereiste die Niederlande, England und Frankreich, studierte in Leyden, Cambridge, Oxford, Orléans und Genf, ging nach Straßburg und Speyer und promovierte 1658 in Helmstedt zum Dr. jur.
1660 wurde er zum Landsyndicus berufen und trat 1669 als Rat in den persönlichen Dienst des Herzogs Anton Ulrich. 1674 arbeitete er in der Kommission für die Eingliederung der Stadt Braunschweig in die Staatsverwaltung. 1680 wurde er zum Kanzler des Herzogtums Braunschweig-Wolfenbüttel bestellt. 1682 schenkte ihm die Herzöge Rudolf August und Anton Ulrich für seine Verdienste das Gut Wendhausen. Zwischen 1663 und 1668 ließ er das Schloss Wendhausen erbauen, 1683 erhob ihn Kaiser Leopold unter dem Namen „Probst von Wendhausen“ in den Adelsstand.
Seine letzte Ruhestätte fand er in der Krypta des Braunschweiger Doms.